# Râul Zlătunoaia
Râul Zlătunoaia este un curs de apă, afluent al râului Cozancea. 